# Радевлєво-Село
Радевлєво-Село (хорв. Radeljevo Selo) — населений пункт у Хорватії, в Копривницько-Крижевецькій жупанії у складі громади Расіня.

## Населення
Населення за даними перепису 2011 року становило 113 осіб.
Динаміка чисельності населення поселення: